# 我們的天空 (泰國電視劇)
《我們的天空》，為泰國GMMTV製作的愛情單元劇。
第一季由鐘朋·阿盧迪吉朋（Off）、阿塔潘·葐沙瓦（Gun）、吳夢凡（Pluem）、瓦奇拉維·讓維瓦（Chimon）、弗蘭克·薩納薩蘭（Frank）、德雷克·萊德克（Drake）、林陽（Tay）、提迪蓬·德查阿派坤（New）、巴拉奇亞·魯洛（Singto）及皮拉瓦·山坡提拉（Krist）主演，為過往五部熱門的BL電視劇所造成的單元劇合集，每部劇的主角皆在此劇有一集的延伸故事。此劇於2018年11月在LINE TV首播，同年12月終映。
第二季由納爾瓦夫·勒特拉特桑（Pond）、普文諾·唐薩宇恩（Phuwin）、阿臣·艾丁（Joong）、納塔猜·布恩普拉瑟（Dunk）、卡納潘·佩澤坤（First）、塔納瓦·拉達納奇派山（Khaotung）、吉塔拉番·坡提維赫（Jimmy）、塔文岸·阿努庫帕拉瑟（Sea）、諾拉維特·提迪查倫拉（Gemini）、納塔瓦特·吉羅提昆（Fourth）、基亞契邦·斯里桑（Force）、卡西特·普克普（Book）、帕瓦·吉沙晚迪（Ohm）、格拉帕·格潘（Nanon）、皮拉帕·瓦塔納汕西瑞（Earth）及薩哈帕·翁拉齊（Mix）主演，為八部熱門的BL電視劇所造成的單元劇合集，每部劇的主角皆在此劇有兩集的延伸故事。此劇於2023年4月在GMM 25電視台及GMMTV YouTube頻道首播，同年6月終映。

## 演員陣容
註：括號內的演員姓名為小名。

### 第一季

#### PickRome
2018年11月23日播映，為《秘密的戀愛 – 我的狗狗男友》的續作。

##### 主要角色
- 鐘朋·阿盧迪吉朋（Off）飾演 Pick
- 阿塔潘·葐沙瓦（Gun）飾演 Rome

##### 其他角色
- Weerayut Chansook（Arm）飾演 Good
- Phongsathorn Padungktiwong（Green）飾演 Pao
- Petchbuntoon Pongphan（Louis）飾演 Nueng
- Sarocha Burintr（Gigie）飾演 Jay

#### InSun
2018年11月30日播映，為《我親愛的失敗者 – 十七歲的你我》的續作。

##### 主要角色
- 吳夢凡（Pluem）飾演 In
- 瓦奇拉維·讓維瓦（Chimon）飾演 Sun

##### 其他角色
- 辛纳拉·西里朋查瓦雷（Mike）飾演 Toey

#### TeeMork
2018年12月7日播映，為《我的阿弟》的續作。

##### 主要角色
- 弗蘭克·薩納薩蘭（英语：Thanatsaran Samthonglai）（Frank）飾演 Tee
- 德雷克·萊德克（Drake）飾演 Mork

##### 其他角色
- 普明·丹萨优（Phuwin）飾演 Morn
- 柴·尼姆塔瓦特（Neo）飾演 Gord
- 帕查娜·塔布彤（Kapook）飾演 Nae

#### PeteKao
2018年12月14日播映，為《愛我你再親親我》的續作。

##### 主要角色
- 得湾·米弘拉（Tay）飾演 Pete
- 提迪蓬·德查阿派坤（New）飾演 Kao

##### 特別出演
- Tatchakorn Boonlapayanan（Godji）

#### ArthitKongpob
2018年12月21日播映，為《SOTUS S》的續作。

##### 主要角色
- 皮拉瓦·山坡提拉（Krist）飾演 Arthit
- 巴拉奇亞·魯洛（Singto）飾演 Kongpob

##### 其他角色
- 吳俊（英语：Korn Khunatipapisiri）（Oaujun）飾演 Tew
- 普洛伊湘普·素帕莎（Jan）飾演 Praepailin
- 琳·蘇皖瑪 飾演 May
- Naradon Namboonjit（Prince）飾演 Oak
- 彩拿甘·阿旁蘇提南（Gunsmile）飾演 Prem
- Natthawaranthorn Khamchoo 飾演 Tutah

## 劇集迴響

### 泰國電視收視
- 收視最低的集數以藍色表示，收視最高的集數以紅色表示，而空格則表示該集的收視沒有相關數據。

#### 第二季
| 集數 No.   | 播放日期      | 播放時段 (UTC+07:00) | 平均收視率 | 來源     |
| ---------- | ------------- | -------------------- | ---------- | -------- |
| 1          | 2023年4月19日 | 星期三 20:30         | 0.2        |          |
| 2          | 2023年4月20日 | 星期四 20:30         | 0.1        |          |
| 3          | 2023年4月26日 | 星期三 20:30         | 0.1        |          |
| 4          | 2023年4月27日 | 星期四 20:30         | 0.1        |          |
| 5          | 2023年5月3日  | 星期三 20:30         | 沒有資料   | 沒有資料 |
| 6          | 2023年5月4日  | 星期四 20:30         | 沒有資料   | 沒有資料 |
| 7          | 2023年5月10日 | 星期三 20:30         | 0.1        |          |
| 8          | 2023年5月11日 | 星期四 20:30         | 沒有資料   | 沒有資料 |
| 9          | 2023年5月17日 | 星期三 20:30         | 0.2        |          |
| 10         | 2023年5月18日 | 星期四 20:30         | 0.1        |          |
| 11         | 2023年5月24日 | 星期三 20:30         | 0.1        |          |
| 12         | 2023年5月25日 | 星期四 20:30         | 0.1        |          |
| 13         | 2023年5月31日 | 星期三 20:30         | 0.0        |          |
| 14         | 2023年6月1日  | 星期四 20:30         | 0.1        |          |
| 15         | 2023年6月7日  | 星期三 20:30         | 0.1        |          |
| 16         | 2023年6月8日  | 星期四 20:30         | 0.1        |          |
| 平均收視率 | 平均收視率    | 平均收視率           | 0.1        | 1        |

^1  基於每集的平均觀眾份額。

## 外部連結
- 《我們的天空》 GMM25 官方網站 （页面存档备份，存于）（泰文）
- 《我們的天空2》 GMM25 官方網站 （页面存档备份，存于）（泰文）
- 《我們的天空2》 GMMTV 官方網站（泰文）
- YouTube上的《我們的天空2》播放列表
- 《我們的天空》 MyDramaList 劇集介紹及劇評 （页面存档备份，存于）（英文）
- 《我們的天空2》 MyDramaList 劇集介紹及劇評 （页面存档备份，存于）（英文）
- 豆瓣电影上《我們的天空》的資料 （简体中文）
- 豆瓣电影上《我們的天空2》的資料 （简体中文）